# 紀元前165年
紀元前165年（きげんぜん165ねん）は、ローマ暦の年である。

## 他の紀年法
- 干支 : 丙子
- 日本
  - 孝元天皇50年
  - 皇紀496年
- 中国
  - 前漢 : 文帝15年
- 朝鮮
  - 檀紀2169年
- 仏滅紀元 : 380年
- ユダヤ暦 : 3596年 - 3597年

## できごと

### セレウコス朝
- セレウコス朝のアンティオコス4世はアルメニアのアルタクセス1世を攻め、宗主権を認めさせた。
- ローマの劇作家プビリウス・テレンティウス・アフェルの『義母（Hecyra）』という戯曲が初演された。

## 死去
- ペルセウス：マケドニア王国最後の王（紀元前212年生）